# Вірність матері
«Вірність матері» — радянський художній фільм 1966 року. Другий фільм, присвячений матері Володимира Леніна — Марії Ульяновій (фільм перший — «Серце матері», 1965).

## Сюжет
Дія другого фільму дилогії про матір вождя пролетаріату Володимира Леніна, що охоплює період з 1900 по 1917 роки. Хід історичних подій змусив Марію Олександрівну побачити, що у її дітей дуже багато однодумців, послідовників. У сцені читання реферату, де Ленін вже виступає як вождь, який багато що дав Росії, мати починає розуміти, що якщо що-небудь могло примирити її з загибеллю Олександра, то це тільки усвідомлення необхідності обраного Володею шляху. Мати намагалася завжди бути стриманою, не милувалася своїм горем, ніколи не прагнула до жалості з боку інших. Один тільки раз у фільмі відбилися материнські почуття — в сцені, коли Марія Олександрівна грає на роялі, і перед нею проходить все її життя. І тоді ми бачимо заново, що пережила ця жінка. У Марії Олександрівни, жінки аристократичного походження, такої долі могло і не бути. Але її діти обрали саме таку долю, і ось як вона це сприйняла, якою виявилася мужньою.

## У ролях
- Олена Фадєєва —  Марія Олександрівна Ульянова
- Ніна Меньшикова —  Анна Ульянова
- Родіон Нахапетов —  Володимир Ульянов
- Геннадій Чортов —  Олександр Ульянов
- Юрій Соломін —  Дмитро Ульянов
- Тамара Логінова —  Марія Ульянова
- Олександра Москальова —  Єлизавета Василівна Крупська
- Ельміра Капустіна —  Надія Крупська
- Надія Федосова —  Парасковія Осьміхіна
- Віктор Шахов —  Павло Осьміхін
- Георгій Єпіфанцев —  Марк Єлізаров
- Юрій Биков —  Горчилін
- Аркадій Цинман —  жандармський генерал
- Володимир Ємельянов —  полковник
- Павло Тарасов —  керуючий
- Данута Столярська —  дружина Дмитра Ульянова (в титрах не вказано)
- Ірина Донська —  господиня будинку (в титрах не вказано)
- Валентина Ананьїна —  жінка, яка повинна була провести огляд (в титрах не вказано)
- Віктор Колпаков —  двірник (в титрах не вказаний)
- Федір Нікітін —  лікар (в титрах не вказаний)
- Георгій Тусузов —  сусід (в титрах не вказаний)
- Андрій Цимбал —  жандармський генерал (в титрах не вказаний)

## Знімальна група
- Автори сценарію:  Зоя Воскресенська,  Ірина Донська
- Режисер: Марко Донський
- Оператор:  Михайло Якович
- Художник:  Борис Дуленков
- Композитор: Рафаїл Хозак